# Kolima-hegyvidék
A Kolima-hegyvidék (oroszul Колымское нагорье [Kolimszkoje nagorje]) nagytáj Oroszország ázsiai részén, Északkelet-Szibériában. Közigazgatásilag legnagyobb része a Magadani területhez, északi része Csukcsföldhöz tartozik.
Középhegységek, platók és medencék változatos sorából áll. A hegyvidék gerincét képező Kolima-hegyláncon fut a vízválasztó a Csendes-óceán medencéje és a Jeges-tengerbe ömlő Kolima vízgyűjtője között.

## Földrajz
A hegyvidék délen az Ola és a Bujunda (a Kolima mellékfolyója) felső folyásától északkelet felé a Kis-Anjuj völgyéig és az Anadir forrásvidékéig terjed, hossza kb. 1300 km.
A délnyugaton elterülő Felső-Kolima-felföld kevéssé tagolt, területén azonban néhol 2000 m fölé nyúló gránithegyek emelkednek ki (Aborigen; Mandicsan, 2252 m; Sznyezsnij, 2292 m). Jóval tagoltabb maga az északkelet felé messze elnyúló hegyvidék. Központja a Kolima-hegylánc, „az egész Kolima-vidék gerince, de egyúttal keleti peremvonulata is”. Ennek vonulatain fut a vízválasztó a Csendes-óceán medencéje és a Kolima vízgyűjtője között.
A hegyláncból mély folyóvölgyekkel elválasztott keskeny, hosszú hegyvonulatok nyúlnak ki, általában észak–északkelet felé. Közülük jelentősebbek (északkelet felé haladva): 
- az Omszukcsan-hegység (1611 m), vízválasztó a Kolima két mellékfolyója, a Baligicsan és a Szugoj között
- a Korkodon-hegység (1758 m), az azonos nevű folyó völgye mentén
- a Kongin-hegység,
- a Kedon-hegység, (1639 m vagy 1661 m),
- az Olojtól délre fekvő Us-Urekcsen (1685 m)
- és a folyótól északra fekvő Oloj-hegység (1816 m).

Legértékesebb ásványi kincse az arany, melynek legnagyobb lelőhelyei a Felső-Kolima és mellékfolyóinak völgyében találhatók. Jelentősek az ónérc és a ritkaföldfémek készletei is. A Szugoj és az Omolon völgyének kisebb szénmedencéi is említhetők.
A hegyvidék legnagyobb részben a Kolima vízgyűjtő területéhez tartozik. Sok jobb oldali mellékfolyója, köztük a leghosszabb és a legnagyobb vízgyűjtő területtel rendelkező Omolon is a hegyvidéken ered. További jelentős itteni folyók: Baligicsan, Bujunda, Kedon, Korkodon, Oloj, Szugoj.

## Éghajlata
A hegyvidék nyugati oldalainak éghajlata zord, szélsőségesen kontinentális. A júliusi középhőmérséklet 8–10 °C, a januári −40 °C. A keleti oldal kevésbé hideg és csapadékosabb, ott a júliusi középhőmérséklet 4 °C, a januári −20 °C. Az északkeleti irányú hegyvonulatok közti párhuzamos völgyek jóval kevés csapadékot kapnak, de éghajlatuk melegebb.

## Növényzete
A hegyvidék területének kétharmadán nincsen erdő. Az alacsonyabb hegyoldalakon és a völgyekben a ritkás vörösfenyő erdő az uralkodó, a mélyebb folyóvölgyekben változatosabb összetételű ártéri erdők húzódnak. A fás növények felső határa délen, a Kolima felső folyásán 1200 m, de a hegyvidék legészakibb vidékein csak 300 m. E határ felett a törpe cirbolyacserje övezete kezdődik, amit a tetőkön hegyi köves- vagy mohás-zuzmós tundra vált fel.

## Települések
A Kolima-vidéken kevés a jelentős település. A leginkább lakott és iparosodott rész a Felső-Kolima-felföld. Ezen át vezet a fő szárazföldi közlekedési útvonal, az Ohotszki-tenger partvidékét és Magadant az Ingyigirka völgyével összekötő országút. Ezen a területen épült és üzemel a Kolimai-vízerőmű. A legjelentősebb települések: Szuszuman és Szinyegorje.